# Dinariska alperna
Dinariska alperna eller Dinariderna är en bergskedja på västra Balkan, längs Adriatiska havet. Berggrunden består av kalksten och dolomit. Högsta toppen når 2 694 m ö.h.

## Etymologi och namnformer
Dinariska alperna är uppkallade efter Kroatiens högsta berg, Dinara. Bergskedjans namn på olika språk:
- Albanska: Alpet Dinaride eller Alpet Dinarike
- Bosniska: Dinarske planine eller Dinaridi
- Kroatiska: Dinarske planine, Dinarsko gorje eller Dinaridi
- Montenegrinska: Dinarske planine/Динарске планине eller Dinaridi/Динариди
- Serbiska: Dinarske planine/Динарске планине
- Slovenska: Dinarsko gorstvo

## Geografi
Dinariderna ligger på västra Balkan, mellan Adriatiska havet och Pannoniska bäckenet. I nordväst är bergskedjan relativt smal och ansluter till Alperna via Juliska alperna i Slovenien. Söderut breddas bergområdet och präglar sydvästra Kroatien, större delen av Bosnien-Hercegovina, sydvästra Serbien, större delen av Montenegro och nordligaste Albanien. De högsta höjderna finns i den sydligaste delen, i de Albanska alperna, där högsta toppen är Maja Jezercë på 2 694 m ö.h. Gränsen i söder brukar läggas vid floden Drin i Albanien, men Helleniderna med Pindosbergen i Grekland är en naturlig fortsättning söderut. De inre Dinariderna övergår i sydost till lägre topografi innan Besna Kobila, Osogovbergen och de bulgariska Rilabergen och Rodopibergen tar vid.

Geomorfologisk uppdelning av Dinariska alperna
B2: Snežnik (berg) och Gorski kotar
B4: Velika Kapela (bergskedja), Stora kapellet
B5: Velebit
B6: Mala Kapela, Lilla kapellet
B7: Plješevica (bergskedja)
B8: Dinara
B9: Šator Planina
B10: Cincar
B11: Klekovača (ås) (S) och Grmeč (bergskedja) (N)
B12: Raduša (bergskedja)
B13: Čvrsnica (bergskedja)
B14: Prenj
B15: Velež (bergskedja)
B16: Crvanj (bergskedja)
B17: Zelengora (bergskedja)
B18: Bioč (bergskedja)
B19: Vranica (bergskedja)
B20: Bjelašnica (bergskedja)
B21: Golija (bergskedja i Montenegro)
B23: Durmitor (berg)
B24: Sinjajevina
B25: Maganik (bergskedja)
B26: Ljubišnja
B27: Bjelasica (bergskedja)
B29: Visitor (bergskedja i Montenegro)
B30: Zijevo
B31: Prokletije / Albanska alperna
C2: Žumberak / Gorjanci
C11: Kozara (bergskedja) (NV) och Majevica (SO)
Alla områden namnges på engelska Wikipedia.

## Geologi
Berggrunden består mest av kalksten och dolomit från mesozoikum. Dinariska alperna är en del av Dinarisk–hellenska bergskedjesystemet, där även Pindosbergen ingår. Topografin har uppstått genom en pågående kenozoisk kollision med den Adriatiska plattan, som kan ses som en del av en större kollision mellan Afrika och Europa.

## Klimat
Höglandet hyser såväl Kroatiens som Bosnien-Hercegovinas lägsta årsmedeltemperatur både vintertid och sommartid. Bergskedjan är Kroatiens nederbördsrikaste område med en årsnederbörd på 1000–1500 mm, varav det mesta faller vintertid, då som snö. Snöovädrena i bergen kan bli kraftiga och orsaka trafikproblem på grund av snöskred, laviner eller snöstorm. Vindarna kan vintertid bli relativt kraftiga och medföra att nordostvindar med kraftiga snöstormar blåser ned över kustområdena. 
På grund av det isolerande läget från milda havsvindar och fuktig inlandsluft är nätterna, oavsett årstid, alltid kyliga, även om så temperaturen dagtid på sommaren överstiger 35 plusgrader.